# Magic and Loss
Magic and Loss je šestnácté konceptuální studiové album amerického rockového kytaristy a zpěváka Lou Reeda, vydané v roce 1992. Ve skladbě číslo 3 „Power and Glory“ zpívá i jazzový hudebník Little Jimmy Scott.

## Seznam skladeb
Všechny skladby napsal Lou Reed pokud není uvedeno jinak.
1. „Dorita – The Spirit“ – 1:07
2. „What’s Good – The Thesis“ – 3:22
3. „Power and Glory – The Situation“ – 4:23 (Lou Reed, Mike Rathke)
4. „Magician – Internally“ – 6:23
5. „Sword of Damocles – Externally“ – 3:42
6. „Goodby Mass – In a Chapel Bodily Termination“ – 4:25
7. „Cremation – Ashes to Ashes“ – 2:54
8. „Dreamin’ – Escape“ – 5:07 (Reed, Rathke)
9. „No Chance – Regret“ – 3:15
10. „Warrior King – Revenge“ – 4:27
11. „Harry’s Circumcision – Reverie Gone Astray“ – 5:28
12. „Gassed and Stoked – Loss“ – 4:18 (Reed, Rathke)
13. „Power and Glory, Part II – Magic – Transformation“ – 2:57 (Reed, Rathke)
14. „Magic and Loss – The Summation“ – 6:39 (Reed, Rathke)

## Sestava
- Lou Reed – zpěv, akustická kytara, elektrická kytara
- Mike Rathke – kytara
- Rob Wasserman – baskytara
- Michael Blair – bicí, perkuse, doprovodný zpěv
- Roger Moutenot – doprovodný zpěv
- Little Jimmy Scott – doprovodný zpěv